# Cinta de servei a ultramar
La cinta de servei a ultramar (en anglès: overseas service ribbon) és una distinció de l'Exèrcit dels Estats Units que reconeix el servei als seus membres que han realitzat serveis fora de les fronteres del país. Hi ha diferents versions d'aquesta cinta, segons sigui de l'Exèrcit, la Marina o la Força Aèria. Els marines reben la versió de la Marina, i els Guardacostes no tenen equivalent.

## Exèrcit

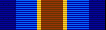
Cinta de l'Exèrcit per servei a ultramar

La cinta de l'Exèrcit per servei a ultramar (en anglès: Army overseas service ribbon) va ser atorgada per primera vegada a l'agost de 1981. És atorgada a qualsevol membre de l'exèrcit dels Estats Units que completi una campanya estàndard a ultramar. Aquestes campanyes normalment duren dos o tres anys i han de realitzar-se fora dels territoris dels Estats Units, incloent Alaska i Hawaii. L'11 de desembre del 2006 es revisà, i fou eliminada la clàusula conforme no s'atorgava la cinta quan s'atorgava una altra medalla de campanya o de servei.
Les concessions posteriors s'indiquen mitjançant un numeral sobre la cinta. Tots aquells que compleixin els requisits previs el 1981, poden rebre la cinta de manera retroactiva.
L'exèrcit també atorga una Barra de Servei a Ultramar, que és una distinció completament diferent de la cinta de servei a ultramar.

## Reserva i Guàrdia Nacional

Cinta de reservistes de l'Exèrcit per instrucció a ultramar

La cinta de reservistes de l'Exèrcit per instrucció a ultramar (en anglès: Army Reserve components overseas training ribbon, ARCOTR) és l'equivalent per als membres de la reserva. S'atorga a tots aquells reservistes que completin 10 o més dies consecutius de servei actiu fora del territori dels Estats Units. Les concessions posteriors s'indiquen mitjançant numerals.

## Força Aèria
La cinta de la Força Aèria per servei a ultramar (en anglès: Air Force overseas service ribbon) va ser creada el 1980 per ordre del General Lew Allen, cap de l'estat major de l'aire. S'atorga en dos graus: estada curta i estada llarga

### Estada curta

Cinta de la Força Aèria per servei a ultramar d'estada curta

La cinta de la Força Aèria per servei a ultramar d'estada curta (en anglès: Air Force overseas short tour service ribbon) és atorgada per menys de 2 anys de servei o directament sota les ordres de la Força Aèria. Normalment, s'atorga per un servei permanent d'almenys 181 dies o, si és a ultramar, de 300 dies en un període de 18 mesos; els membres de l'aviació normalment serveixen en aquests llocs sense estar acompanyats de la família, per la qual cosa cal no estar acompanyat. Històricament, el lloc on se'n concedeixen més és pel servei a Corea del Sud.

### Estada llarga

Cinta de la Força Aèria per servei a ultramar d'estada llarga

La cinta de la Força Aèria per servei a ultramar d'estada llarga (en anglès: Air Force overseas long tour service ribbon) és atorgada per un servei de més de 2 anys. És atorgada en completar una campanya a ultramar sota les ordres de la Força Aèria, o a qualsevol membre destinat als Estats Units o a ultramar que és enviat durant un mínim de 365 dies en un període de 3 anys i és destinat fora sota ordres temporals (inclou campanyes de combat).
Les concessions posteriors s'indiquen mitjançant fulles de roure, i el reglament de la Força Aèria permet lluir ambdues cintes simultàniament. La insígnia ''A'' només s'autoritza en la cinta d'estada curta a qualsevol membre del servei destinat a l'Àrtida.

## Marina i Cos de Marines

Cinta de la Marina i del Cos de Marines per servei a ultramar

La cinta de la Marina i del Cos de Marines per servei a ultramar (en anglès: Navy and Marine Corps overseas service ribbon) va ser proposada per primer cop el 1968, però no es va aprovar definitivament fins al juny de 1987. És atorgada a qualsevol membre de la Marina o dels Marines que completi un servei de 365 dies (consecutius o alterns) en un destí d'ultramar. Per als membres de la reserva, és autoritzada en completar 30 dies consecutius o 45 d'alterns de servei d'instrucció a ultramar.
El 1999, una directiva del Cap d'Operacions Navals va permetre que tot aquell personal destinat en naus a ultramar amb seu habitual als Estats Units la poguessin rebre. Abans, aquest personal només podia rebre la cinta de desplegament en servei marítim. El reglament actual permet rebre ambdues distincions pel mateix període.
Les concessions posteriors s'indiquen mitjançant estrelles de servei.